# 杜琦
杜琦（と き）は、古代中国の後漢の人で、西暦111年に反乱を起こし、同年中に殺された。漢陽郡出身。安漢将軍と称した。
漢陽郡は漢の西辺で羌と接し、その侵攻に悩まされていた。永初5年（111年）の9月、杜琦は弟の杜季貢、王信とともに羌と通じて反乱を起こした。衆を集めて上邽県の県城に入り、安漢将軍を自称した。
安帝は、杜琦の首を得たものは列侯に封じ、銭百万を与えると詔を出した。詔には羌胡が杜琦を斬れば、（列侯はなしで）金百斤、銀二百斤を与えるとあった。12月、漢陽太守の趙博が、もと役人の杜習を刺客として送り、杜琦を刺殺させた。翌年に反乱軍は敗れ、王信は斬られて死に、杜季貢は羌に身を寄せた。